# Чухровит
Чухрови́т — очень редкий минерал состава Ca3YAl2(SO4)F13·10H2O. Атом иттрия может замещаться атомом церия или неодима.
Минерал получил своё название в честь советского минералога Ф. В. Чухрова.

## Открытие и нахождение в природе
Минерал был открыт в 1960 году на месторождении Караоба в Казахской ССР и получил своё название в честь советского минералога и геохимика Фёдора Чухрова.
Помимо Казахстана, чухровит был обнаружен в Забайкальском и Приморском краях России, а также в Саксонии (Германия).

## Свойства

### Физические свойства
Бесцветные или беловатые кубические кристаллы со стеклянным жирным блеском. Обладают ясной (средней) спайностью по октаэдру. Излом неровный, хрупкий. В природе минерал обычно встречается в виде комбинаций куба и октаэдра, а также в форме фарфоровидных агрегатов или друз. В пламени паяльной трубки кристаллы вспучиваются и сплавляются в белую эмаль.

### Химические свойства
Чухровит легко растворяется даже в разбавленных серной и соляной кислотах.